# XVIII век до н. э.
XVIII (восемна́дцатый) век до на́шей э́ры по пролептическому юлианскому календарю — век с 1 января 1800 года до н. э. по 31 декабря 1701 года до н. э. Это 3-й век 2-го тысячелетия до н. э. Ему предшествовал XIX век до н. э., за ним следовал XVII век до н. э. Закончился 3725 лет назад.

## Правители
- Фараоны 12-й династии Аменемхет IV и Нефрусебек; 13-й династии Хнумхотеп, Себекхотеп I, Сенбуэт, Аменемес, Аменемхет V, Аменемхет VI, Санхибр, Хетепибр, Себекхотеп II, Рансенеб, Хериотеф, Гор, Аменемхет VII, Хутовер, Сенусерт IV, Хеджер, Семенхара, Себекемсаф I, Себекхотеп III, Ноферхотеп I, Себекхотеп IV, Себекхотеп V, Вахибрайеб, Мернефри-Ай; их современники из 14-й династии — Хатир, Небхаура, Сехебра, Мерджефара, Севаджакара.
- Цари Ассирии Шамши-Адад I (1813—1781), Ишме-Даган I, Мут-Ашкур, Римуш, Асинум, Пузур-Син, 6 царей, Адари.
- Царь Исина Дамик-илишу I.
- Царь Ларсы Рим-Син.
- Цари Дильмуна Римум, Ягли-Эль, Суму-лель.
- Цари Вавилона Син-мубаллит, Хаммурапи, Самсу-илуна, Абиешу.
- Царь Страны Моря Илиман.
- Цари Элама Ширктух, Симутварташ, Сивепалар-хухлак, Кутучулуш I, Кутер-Наххунте I.
- Цари касситов Гандаш, Агум I Большой, Каштилиаш I.
- Цари Ямхада Самуэпух, Ярим-Лим I, Хаммурапи I, Абба-Эль I.
- Цари Ся Хуай, Ман, Се, Бу Цзян, Цзюн (существование спорно).

## События

### Месопотамия
- Ок. 1795 — объединение касситов в племенной союз.
- 1792—1750 (1848—1806 или 1728—1686) — царь Вавилона Хаммурапи.
- Ок. 1790 — Хаммурапи временно признаёт свою зависимость от царя Ассирии Шамшиадада I.
- 1790 — захват Римсином Исина.
- 1786 — завоевание Хаммурапи Урука и Исина с помощью Римсина, эламского правителя Ларсы.
- 1784 — сооружение Хаммурапи канала «Хаммурапи-изобилие».
- Ок. 1780—1760 — царь Ассирии Ишме-Даган I, сын Шамшиадада.
- Ок. 1778 — после смерти Шамшиадада Хаммурапи способствует изгнанию его сына из Мари. Царём Мари становится Зимрилим, союзник Хаммурапи.
- Ок. 1778—1758 — царь Мари Зимрилим. Расширение торговых связей. Отражение набегов степных племён и вторжение войск Эшнунны.
- Ок. 1765 — отпадение от Хаммурапи южных областей и отторжение северной пограничной полосы.
- 1763 — победа Хаммурапи над Эшнунной и разгром войска Элама, пытавшегося прийти ей на помощь. Зимрилим уклоняется от помощи Хаммурапи.
- 1762 — захват Хаммурапи Ларсы. Бегство Римсина в Элам.
- 1760 — победа Хаммурапи над Эшнунной и подчинение Мари.
- 1758 — победа Хаммурапи над Мари и разрушение города.
- Ок. 1755 — подчинение Хаммурапи области вдоль течения Тигра, включая Ашшур. Подчинение части Элама.
- 1750—1712 — царь Вавилона Самсу-илуна, сын Хаммурапи.
- 1741 — поход касситов на Вавилонское государство. Самсуилуна отражает нашествие.
- 1740 — война Самсуилуны с коалицией Элама и городов Эшнунны, Исин, Урук.
- Ок. 1730 — во главе движения южных городов стоят правители «Страны моря». Поражение Самсуилуны в борьбе с Илумаилу, потомком династии Исина. Илумаилу при поддержке Элама закрепляется на юге.
- Конец XVIII века — захват митаннийцами Северной Месопотамии.
- Ок. 1710 — после смерти Самсуилуны Илумаилу продолжает борьбу с его сыном. Успех продолжает сопутствовать Илумаилу.

### Малая Азия
- Ок. 1800 — хетты изгоняют ассирийцев из Анатолии.
- Начало XVIII века — захват хеттами Хаттусы.
- Середина XVIII века — в стране хеттов выделяются города Неса, Куссар и Цалпа. Анитта, правитель Хуссара, разрушает Хаттусу, оплот протохеттов, подчиняет Несу и делает её своей столицей. Объединение хеттов.

### Другие регионы
- Ок. 1800 — распространение в Европе бронзы.
- Ок. 1800 — возникновение культуры Уэссекс в Британии.
- Ок. 1800 — упадок Бактрийско-Маргианской цивилизации (датировка по Сарианиди).
- Ок. 1800 до н. э. — культура колоколовидных кубков из Испании начала перемещаться двумя потоками на территорию Европы. Первый поток двигался по западному побережью Атлантики, входя в состав будущих кельтов. Второй поток двигался в Приальпийскую зону Центральной Европы, где стал основой для будущих славян.
- 1797 — китайский вельможа Гун-лю попал в опалу и бежал со своими сторонниками на запад к жунам. Они построили городок, Гун-лю стал самостоятельным правителем.
- 1766 — покорение вождём племени шан Чэн Таном племени ся во главе с Чиехом (Цзе). Возникновение государства Шан(Инь).
- 1766—1122 (ок. 1600—1027) — династия Шан (Инь) в Китае. 28 или 29 царей.
- 1765—1760 — царь Шан (Инь) Чэн Тан.
- Конец 1760-х годов — сын последнего царя Ся Цзе-куя, умершего в изгнании, Шун Вэй с семейством и подданными ушёл в северные степи. По китайской традиции Шун Вэй считался предком хуннов.
- XVIII век — основание города Гелиополь в Ливане.
- XVIII—XIII века — андроновская культура бронзового века в западной части Южной Сибири, Казахстане до Урала и Южном Приуралье.
- XVIII—XVII века — создание первого в мире алфавитного («сирийского») письма.
- Ниппур захвачен Вавилонией.
- Вымер последний вид мамонтов — карликовый шерстистый мамонт. Их последний ареал находился на острове Врангеля.[1]